# Gare de Camp de Tarragone
Pour l’article homonyme, voir Gare de Tarragone (homonymie).
La gare de Camp de Tarragone est une gare située sur la LGV Madrid-Barcelone-Figueras, à environ 8 km au nord de Tarragone, dans les communes de La Secuita et Perafort, qui se trouvent dans la région de Camp de Tarragone.
C'est une gare desservie uniquement par des trains à grande vitesse.

## Histoire
Entre 2006 et 2008, elle a été le terminus provisoire de la LGV.